# Frattinigruppe

Untergruppendiagramm der Diedergruppe D_{4}. Die drei Untergruppen der Ordnung vier in der zweiten Zeile sind die maximalen Untergruppen. Ihr Schnitt ist die Frattinigruppe. Sie ist eine der fünf Untergruppen der Ordnung 2.

In der Gruppentheorie ist die Frattinigruppe (oder genauer Frattiniuntergruppe) eine spezielle Untergruppe einer gegebenen Gruppe. Mit ihrer Hilfe kann insbesondere die Struktur endlicher p-Gruppen untersucht werden. Sie ist benannt nach dem italienischen Mathematiker Giovanni Frattini, der sie in einem 1885 erschienenen Artikel definiert hat.

## Definition
Ist {\displaystyle G} eine Gruppe, dann ist die Frattinigruppe {\displaystyle \Phi (G)} definiert als der Schnitt aller maximalen Untergruppen von {\displaystyle G}.
Dabei heißt eine Untergruppe {\displaystyle M} von {\displaystyle G} maximal, wenn {\displaystyle M\neq G} gilt und es keine echt größere Untergruppe {\displaystyle H} mit {\displaystyle M\subsetneq H\subsetneq G} gibt.
Falls {\displaystyle G} keine maximalen Untergruppen hat, etwa im Fall der trivialen Gruppe {\displaystyle G=\{e\}} oder mancher unendlicher Gruppen wie der Prüfergruppe, setzt man {\displaystyle \Phi (G):=G}.

## Eigenschaften
- Die Frattinigruppe ist eine charakteristische Untergruppe, also insbesondere ein Normalteiler.
- Ist {\displaystyle G} endlich, dann ist {\displaystyle \Phi (G)} nilpotent. Ist {\displaystyle G/\Phi (G)} ebenfalls nilpotent, dann ist auch {\displaystyle G} nilpotent.
- Gilt {\displaystyle G=H\Phi (G)} mit einer Untergruppe {\displaystyle H} von {\displaystyle G}, dann ist {\displaystyle G=H}.
- Die Frattinigruppe besteht genau aus den Nichterzeugern von {\displaystyle G}, d. h., es gilt {\displaystyle x\in \Phi (G)} genau dann, wenn für jede Teilmenge {\displaystyle E\subseteq G} aus {\displaystyle G=\langle E,x\rangle } stets {\displaystyle G=\langle E\rangle } folgt. Mit anderen Worten: Die Elemente der Frattinigruppe sind in jedem Erzeugendensystem von {\displaystyle G} überflüssig.